# Csíkszentsimon
Csíkszentsimon (románul Sânsimion) falu Romániában, Erdélyben, Hargita megyében.
Felszeg, Kútszeg, Kápolnaszeg és Bolhaszeg nevű részekből áll. 
Csatószeg tartozik hozzá.

## Fekvése
Csíkszeredától 16 km-re délkeletre az Olt bal partjának mocsaras területén fekszik. Kápolnaszeg a mocsaras rész kiemelkedő pontján áll. Bolhaszeg arról kapta a nevét, hogy itt faragták a házépítésnél használatos bolhaszegnek nevezett faszegeket.

## Nevének eredete
Nevét Szent Simon és Júdás Tádénak szentelt középkori templomáról kapta, amely ma is áll, de a mai Csatószeg területén.

## Története
1332-ben Sancto Simon néven említik először. Iskolája 1598-óta működik. 1910-ben 1504 magyar lakosa volt.
A trianoni békeszerződésig Csík vármegye Kászonalcsíki járásához tartozott. 1992-ben 2415 lakosából 2384 magyar és 31 román volt. Testvértelepülése Ózd, amelyet a ma Ózdhoz tartozó Szentsimon egykori község névazonossága is indokol.
2014-ben kezdte meg termelését Csíkszentsimonban a Csíki Sörmanufaktúra.
2015. október 30-án a Spider Drone Security SRL a pilóta nélküli repülőgép (drón) lebegési világrekordját döntötte meg Bustya Attila mérnök által fejlesztett drónnal.

## Látnivalók
- Római katolikus temploma 1823 és 1835 között épült az Endes Miklós alkirálybíró által adományozott területen Szent László  tiszteletére.
- Temetőkápolnáját 1891-ben a Kottek család építtette.
- Az Endes-család kúriája (ma óvoda), itt alkotott dr. Endes Miklós Csík-, Gyergyó- és Kászonszékek történetének szerzője.[2]
- A falutól 10 km-re nyugatra, a Déli-Hargitában, a Vermed-patak völgyében kénes-szénhidrogénes borvizes gázömlés van, melyben népi fürdőhely alakult ki.

## Egyesületek
Az egyházközség kórusa a legrégebben működő kulturális egyesület (45 éves), repertoárjában klasszikus egyházzenei darabok szerepelnek. 
Gyakran szerepelnek hazai valamint külföldi koncerteken is. A kórus létszáma 60 fő, fiatalok és idősek egyaránt megtalálják helyüket az kórusban.
A kórus 2006-ban felvette Szent László király nevét.

## Testvértelepülések
- Ózd, Magyarország
- Jászdózsa, Magyarország
- Karmacs, Magyarország
- Gmina Tarnow, Lengyelország